# Poaspis taurica
Poaspis taurica är en insektsart som först beskrevs av Borchsenius 1952.  Poaspis taurica ingår i släktet Poaspis och familjen skålsköldlöss.
Artens utbredningsområde är Ukraina. Inga underarter finns listade i Catalogue of Life.